# 台南庁

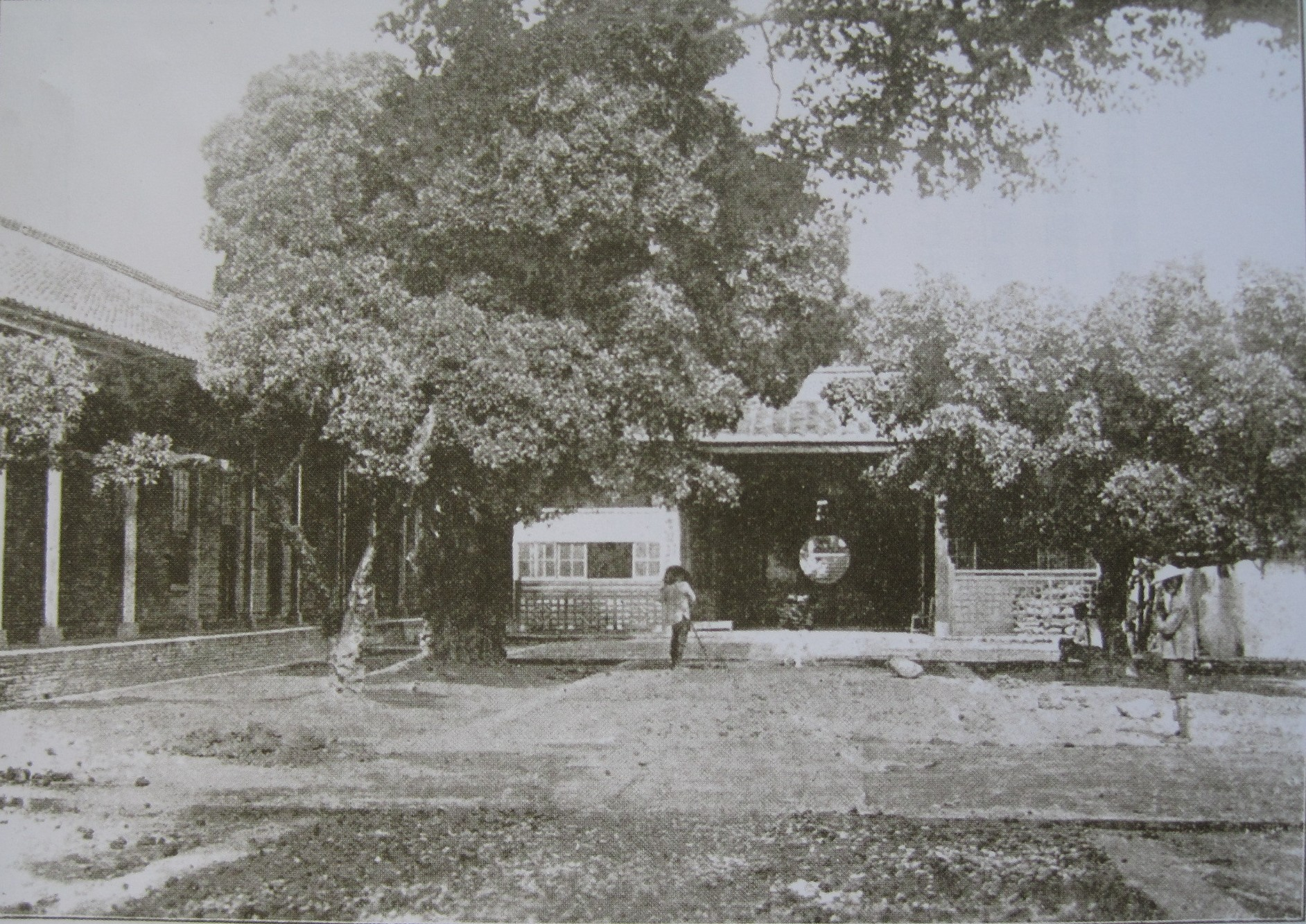
台南庁舎

台南庁（たいなんちょう）は、日本統治時代の台湾の地方行政区分のひとつ。

## 歴史

### 沿革
- 1901年（明治34年）11月 - 廃県置庁により三県四庁から二十庁に改められた際に台南県の一部から成立。安平、車路墘、大目降、湾裡、関帝廟、噍吧哖の6つの支庁を管轄した[1]。
- 1903年（明治36年）3月 - 車路墘支庁が廃止となり、街庄は直轄区域および関帝廟支庁に編入される。
- 1904年（明治37年）3月 - 街庄の統合が行われる。
- 1909年（明治42年）5月 - 台南市の直轄区域の名称が甲乙丙丁戊己庚辛に改められる。同年10月、鳳山庁および塩水港庁の一部（麻豆、六甲、蕭壠、北門嶼）を編入する。
- 1915年（大正4年）4月 - 安平支庁が直轄区域に編入される[2]。
- 1920年（大正9年）10月 - 五州二庁制度の施行に伴い阿公店、楠梓坑、打狗、鳳山各支庁、阿緱庁、澎湖庁と合併し高雄州に、北部は嘉義庁と合併し台南州となる。

## 行政

### 歴代庁長
- 山形修人：1902年 - 1907年
- 村上先：1907年 - 1908年
- 津田毅一：1908年 - 1910年
- 松木茂俊：1910年 - 1916年
- 枝徳二：1916年 - 1920年9月1日